# NGC 398
NGC 398 é uma galáxia lenticular (S0) localizada na direcção da constelação de Pisces. Possui uma declinação de +32° 30' 54" e uma ascensão recta de 1 horas, 08 minutos e 53,6 segundos.
A galáxia NGC 398 foi descoberta em 28 de Outubro de 1886 por Guillaume Bigourdan.